# لافارج هولسيم
لافارج هولسيم (بالإنجليزية): LafargeHolcim هي إحدى أكبر الشركات المتخصصة في صناعة مواد البناء مثل الأسمنت، الزلط، الخرسانة في العالم، تأسست في 10 يوليو 2015 نتيجة الاندماج بين شركة لافارج الفرنسية للأسمنت، وشركة هولسيم السويسرية، لتبلغ القيمة السوقية للشركة بعد الاندماج حوالي 50 مليار دولار أمريكي، يقع مقرها الرئيسي في مدينة رابرسفيل يونا السويسرية وفرع رئيسي في العاصمة الفرنسية باريس، وتعمل الشركة في 90 دولة حول العالم، وتمثل الأسواق الناشئة مثل أسواق أمريكا الجنوبية وأفريقيا 60% من مبيعات الشركة، ويعمل بها ما يقارب 100,956 موظف، وتبلغ الطاقة الانتاجية للشركة من مواد البناء ما يقارب 368.5 مليون طن سنوياً.

## التاريخ
في 7 أبريل 2014 أعلنت شركة هولسيم السويسرية عن صفقة لشراء لافارج الفرنسية من خلال الأسهم، وذلك لتأسيس أكبر منتج للأسمنت في العالم بمبيعات مجمعة 32 مليار يورو، وقيمة سوقية تبلغ 50 مليار دولار أمريكي، وذلك تحت مسمى شركة لافارج هولسيم، وبمقتضى تلك الصفقة يحصل كل مساهم في لافارج على سهم في هولسيم مقابل كل سهم بحوزته، على أن يكون مقر الشركة الجديدة في سويسرا وتدرج أسهمها في سوق يورونكست، وسوق الأوراق المالية السويسرية، ومن المفترض أن يقود الاندماج لتوفير ما يقارب 1.4 مليار يورو سنويا على مدى ثلاثة أعوام بفضل خفض تكلفة التمويل والتشغيل، وتم الاتفاق على أن يكون كبير المسؤولين التنفيذيين لشركة لافارج الفرنسي إريك أولسن رئيساً تنفيذياً للشركة المدمجة، في حين سيكون الرئيس التنفيذي لهولسيم السويسري برونو لافون كبير المسؤولين التنفيذيين للشركة الجديدة.